# 13346 Danielmiller
13346 Danielmiller este un asteroid din centura principală de asteroizi.

## Descriere
13346 Danielmiller este un asteroid din centura principală de asteroizi. A fost descoperit pe 26 septembrie 1998 la Socorro, New Mexico, în cadrul proiectului LINEAR. Asteroidul prezintă o orbită caracterizată de o semiaxă mare de 2,39 ua, o excentricitate de 0,18 și o înclinație de 1,4° în raport cu ecliptica.